# Гамбург-Вольдорф-Ольштед
Вольдорф-Ольштед (нім. Wohldorf-Ohlstedt) — частина району Вандсбек вільного та ганзейського міста Гамбург. Місцевість відноситься до так званих лісових сел (нім. Walddörfer). Вольдорф-Ольштед був об’єднаний у 1872 році з двох частин Гамбурга — Ольштедт на півдні, та Вольдорф на півночі.